# Gil I d'Atrosillo
Gil I d'Atrosillo (? - ~1135 o 1136?) va ser un cavaller mesnadero, del llinatge aragonès dels Atrosillo. Segons la llegenda, fou un dels nobles revoltats que foren decapitats pel rei Ramir II d'Aragó a la Campana de Huesca.